# Viktor Paulsen
Viktor Paulsen (* 29. Mai 1913 in Graz; † 20. Oktober 1987) war ein österreichischer Slawist. Während des Zweiten Weltkrieges war er in führender Funktion am Raub von Archivalien, Kunstgegenständen und Büchern in Jugoslawien und der Sowjetunion beteiligt.

## Leben
Paulsen besuchte das Bundesrealgymnasium in Klagenfurt und studierte vom Wintersemester 1931/1932 bis zum Sommersemester 1935 an der Universität Wien. Er promovierte 1935 zum Dr. phil. mit einer Studie über Die Lautlehre des slovenischen Gailtalerdialektes in Kärnten, die erste Studie dieser Art von einem Nicht-Muttersprachler. Paulsen legte auch die Lehramtsprüfung für Slowenische Sprache und Geschichte ab und wurde 1937 Probelehrer am Realgymnasium Klagenfurt. 1937 bis 1939 wurde er am Institut für Österreichische Geschichtsforschung zum Dienst im Kärntner Landesarchiv ausgebildet. Er unterstützte dabei zugleich den Presse- und Übersetzungsdienst im Landesarchiv unter Karl Starzacher.
Paulsen gehörte der Südostdeutschen Forschungsgemeinschaft an, die 1938/39 seine sprachwissenschaftliche Arbeit zum Deutschtum in Slawonien förderte, und arbeitete seit 1939 neben Irma Steinsch und Alfred Karasek als Länderreferent für Südslawien und Bulgarien für deren Publikationsstelle Wien unter Wilfried Krallert. Er unternahm 1939/40 mehrere Reisen nach Belgrad, Agram und Laibach, um Kontakte zur deutschen Volksgruppe und kollaborationswilligen Wissenschaftlern herzustellen.
Während des Balkanfeldzuges und nach dem deutschen Überfall auf die Sowjetunion gehörte Paulsen dem Sonderkommando Künsberg an. Während der Mitte April 1941 in Belgrad unter dem Kommando Krallerts und mit Paulsen als Dolmetscher durchgeführten Aktion wurden im dortigen Statistischen Amt, im Militärgeographischen Institut und im Geographischen Institut der Universität Karten, Bücher und Statistiken beschlagnahmt und schließlich unter der Leitung Paulsens nach Wien gebracht, dort gesichtet und weitergeleitet. Das dadurch gewonnene Material wurde zu ethnographischen Karten verarbeitet, die der Wehrmacht und der SS als Grundlage ethnischer Säuberungen dienten. Paulsen arbeitete damit an der Entwicklung und Umsetzung der nationalsozialistischen Volkstumspolitik mit.
Die P-Stelle Wien war neben der Publikationsstelle Berlin-Dahlem als eine Art Verteilerzentrum des vom Sonderkommando Künsberg  erbeuteten Materials vorgesehen. Während des Deutsch-Sowjetischen Krieges war Wien für Material aus  Moskau (geplant), Kiew und Odessa zuständig. Paulsen war dabei dem Einsatzkommando „Nürnberg“ des Sonderkommandos Künsberg unter SS-Hauptsturmführer Bernhard Nitsch zugeteilt, wo er die Kartenstelle innehatte. Er war damit neben Krallert, Jürgen von Hehn und Alfred Karasek als Vertreter der Volksdeutschen Forschungsgemeinschaften ständig im Sonderkommando Künsberg tätig. Das Einsatzkommando plünderte Archive, Bibliotheken und Klöster in Kiew, Charkow, Odessa, Simferopol und Sewastopol, Minsk und Smolensk sowie im Nordkaukasus. Für den Einsatz im Kaukasus bildete Taganrog den Stützpunkt. Paulsen durchsuchte unter anderem 1942 das Kiewer Höhlenkloster, als dessen Museum vom Sonderkommando Künsberg übernommen werden sollte.
Aus den erbeuteten Karten und Statistiken erarbeitete die P-Stelle Wien ethnographische Karten der Krim und des Kaukasus, die bei der Rücksiedlung der Wolga- und Bessarabien-Deutschen verwendet wurden. Nach der Aufteilung des Einsatzkommandos „Nürnberg“ im Sommer 1942 war Paulsen beim Einsatzkommando Süd A und zugleich landeskundlicher Sachbearbeiter im wissenschaftlichen Arbeitsstab des Sonderkommandos Künsberg im Bereich der Heeresgruppe Süd. Naltschik im Kaukasus war der am weitesten gelegene Ort, den das Einsatzkommando mit Paulsen erreichte. Hier wurden die Staatsbibliothek, das Pädagogische Institut, das Institut für Meliorationen und landwirtschaftliche Planung und das Kabardinische Museum geplündert. Am 19. Februar 1943 kehrte Paulsen nach über sechs Monaten Kulturraub nach Berlin zurück.
Nach der Auflösung des Sonderkommandos Künsberg wechselte Paulsen, inzwischen im Rang eines SS-Untersturmführers, zur im Reichssicherheitshauptamt (RSHA) neu eingerichteten Gruppe VI G („Wissenschaftlich-Methodischer Forschungsdienst“) unter Krallert. Diese Gruppe hatte vor allem den Auftrag, Universitätsbibliotheken und Institute der eroberten Gebiete auf brauchbares Material zu durchsuchen. Paulsen leitete die zentrale Kartenstelle in Berlin, die Karten für geheime Unternehmungen der Gruppe RSHA VI S (Schulung, Widerstandsbekämpfung) unter Otto Skorzeny auf der Grundlage des von der P-Stelle Wien ausgewerteten Materials erstellte.
Nach dem Krieg arbeitete Paulsen als Versicherungsdirektor in Österreich.

## Schriften
- Die Lautlehre des slovenischen Gailtalerdialektes in Kärnten. Diss. phil. Wien 1935.
- Die Ortsnamen Südostkärntens und deren siedlungsgeschichtliche Bedeutung. (Die Ortsnamen des politischen Bezirks Völkermarkt.). Hausarbeit Institut für Österreichische Geschichtsforschung, 1939.